# Sound of Torture
Sound of Torture är en israelisk dokumentärfilm från 2013, producerad av Osnat Trabelsi och Galit Cahlon.

## Handling
Filmaren Keren Shayo följer den svensk-eritreanske journalisten och människorättsaktivisten Meron Estefanos och hennes arbete med att hjälpa eritreanska flyktingar som blivit kidnappade i Egypten på sin väg genom Sinaiöknen mot Israel. Flyktingarna torteras av kidnapparna i syfte att öka trycket på anhöriga, som tvingas betala stora lösensummor för ett frisläppande.
Genom dokumentären får man ta del av hur Meron Estefanos från sitt hem i Stockholm, både genom eget radioprogram och vid sidan av, tar emot samtal från desperata kidnappade och anhöriga och också hur hon på plats nere i Egypten och Israel möter dem hon pratat med och andra involverade personer.

## Om filmen
Dokument utifrån på Sveriges television sände i mars 2014 dokumentären med titeln Betala eller vi dödar dem! som en del i deras dokumentärserie och filmen fanns fram till den 9 juli 2015 tillgänglig på svtplay.
Filmen har tagit emot flera priser och visats på en mängd filmfestivaler och större sammanhang världen över. Den har till exempel tilldelats pris för bästa timmeslånga dokumentärfilm på Internationella dokumentärfilmsfestivalen i Amsterdam.  Den visades också under Göteborgs filmfestival, januari 2014.
Som svar på frågan, vad som inspirerade till dokumentärens tillkomst, gav filmaren Keren Shay vid en intervju svaret, att det berodde på att hon ansåg att filmens ämne inte fått något medieutrymme och att kunskapen om flyktingarnas situation var mycket låg. Något hon genom dokumentären hoppades på att förändra.